# Vịnh Voisey

Vị trí của vịnh Voisey, Newfoundland và Labrador

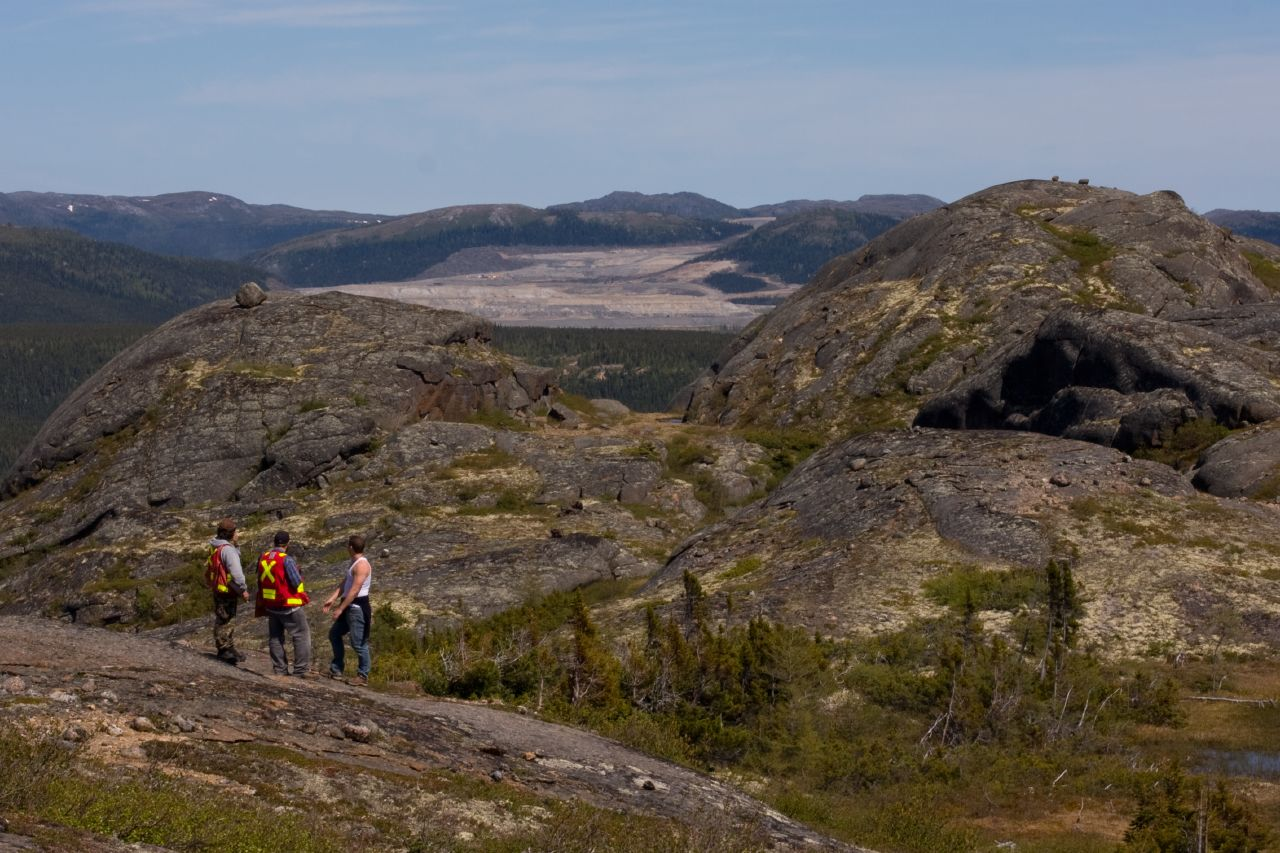
Mở hầm mỏ, Vịnh Voisey

Vịnh Voisey là một vịnh của Canada nằm ở tỉnh Newfoundland and Labrador.
Nó nằm trên bờ biển phía Bắc của Labrador, khoảng 38 km về phía Tây Nam của thị xã Nain. Vịnh có nhiều chỗ thụt vào với nhiều cửa hút gió và nhiều hải đảo có nhiều đá.

## Khu dự trữ Nickel
Một khu vực lớn dự trữ nickel được phát hiện tại đồi dọc theo bờ biển phía Tây của vịnh(56°20′5″B 62°6′11″T / 56,33472°B 62,10306°T) vào tháng 9 năm 1993 bởi Archean Inc., một công ty khảo sát được thuê bởi Diamond Fields Resources Inc. Dự trữ này được coi là một trong những phát hiện khoáng sản quan trọng nhất ở Canada trong 40 năm qua và được ước tính có 141 triệu tấn với 1,6% niken.
Hiện nay các quyền khai thác khoáng sản cho khu dự trữ niken của Vịnh Voisey thuộc về Toronto-trụ sở chính công ty Vale Inco, một chi nhánh của Vale.
Kể từ khi phát hiện ra khu dự trữ của Vịnh Voisey, những nỗ lực đã được tăng lên để tìm khu dự trữ tương tự tại ven biển Labrador.

## Các vấn đề lao động
Hiện nay, công nhân tại Vịnh của Voisey đều từ các khu vực khác trong tỉnh và cư trú tại một trại làm việc ở ngay tại chỗ. Không có kế hoạch hiện tại để xây dựng một khu định cư vĩnh viễn tại Voisey.
Công nhân tại đó đã đình công vào mùa hè năm 2006. Vấn đề cốt lõi trong tranh chấp là trả lương công bằng với công nhân tại các cơ sở của Vale Inco ở Greater Sudbury, Port Colborne và Thompson.
Các câu hỏi về nơi quặng Voisey sẽ được xử lý trước đây đã được một trong những trở ngại cho việc phát triển các vị trí, với chính phủ của Newfoundland và Labrador đòi hỏi rằng một sở được xây dựng trên địa bàn tỉnh để cung cấp công ăn việc làm, trong khi công nhân INCO tại Sudbury và Thompson đã đồng thời đe dọa đến cuộc đình công nếu quặng này không được gửi đến các cơ sở hiện có của họ để giữ gìn và bảo vệ công ăn việc làm của họ. Các công nhân hiện tại ở Sudbury và Thompson cuối cùng đã chấp nhận một thỏa hiệp, trong đó quặng sẽ được chuyển đến các cơ sở của họ cho đến năm 2011, khi một cơ sở mới được xây dựng tại Newfoundland sẵn sàng để bắt đầu hoạt động, với lợi nhuận ở Sudbury và Thompson tái đầu tư phát triển các vị trí khai thác mới ở những địa phương khác. Trong tháng 11 năm 2008 Bộ trưởng Bộ tài nguyên Kathy Dunderdale, thông báo rằng nên bắt đầu xây dựng vào năm 2009 để xây dựng một nhà máy hydromet $ 2B tại Long Harbour trên bờ biển phía Nam của Newfoundland.